# Amanda Högberg
Amanda Högberg, född 6 januari 1990 i Gagnef, Dalarna, är en svensk dramatiker och manusförfattare.
Högberg studerade vid Stockholms konstnärliga högskola och hennes examensfilm Get Ready With Me vann 2018 en student-Oscar. Hon har också skrivit dramatik.

## Manus i urval
- 2020 – Top Dog (avsnitt)
- 2020 – Kärlek och Anarki (avsnitt)
- 2020 – Sommaren 85 (avsnitt)